# アルバート・ブルース＝ジョイ
アルバート・ブルース＝ジョイ（Albert Bruce-Joy、1842年8月21日 - 1924年7月22日）は、アイルランド生まれの彫刻家である。主にイギリスで活躍した。

## 略歴
ダブリンで生まれた。父親のウィリアム・ブルース・ジョイ（William Bruce Joy MD）は1612年にフランスからアイルランドに亡命してきたユグノーを祖先に持つ成功した医師であった。アルバート・ブルース＝ジョイは姓を「ブルース＝ジョイ」として活動した。弟のジョージ・W・ジョイ（1844-1925）は画家になった。アルバート・ブルース＝ジョイは父親の方針でドイツのオッフェンバッハ・アム・マインやフランスのパリで学んだ後、ロンドンのキングス・カレッジ・ロンドンで学んだ。成人した後、美術を志しロンドンのロイヤル・カレッジ・オブ・アートで彫刻家のジョン・ヘンリー・フォーリーに学んだ後、ロイヤル・アカデミー・オブ・アーツの美術学校で学んだ。1866年からアカデミーの展覧会に作品を出展した。1867年からローマに修行に出て、1870年に帰国した。
1874年にかつての師であったジョン・ヘンリー・フォーリーが亡くなった。亡くなる少し前にフォーリーが依頼を受けていたダブリンのアイルランド王立医療大学（Royal College of Physicians of Ireland）の建物の4体の装飾彫刻のうち3体をフォーリーが制作を終えていたが、4体目の医師のロバート・ジェームス・グレーブス（Robert James Graves）の像はブルース＝ジョイが代って完成させた。この作品で評価を得て多くの彫刻の注文を受けるようになり、マンチェスターやリヴァプール、ロンドンなどに現在もあるモニュメントを制作した。
1924年にサリー州ヘイズルミア（Haslemere）近くのShottermillで亡くなった。

## 作品

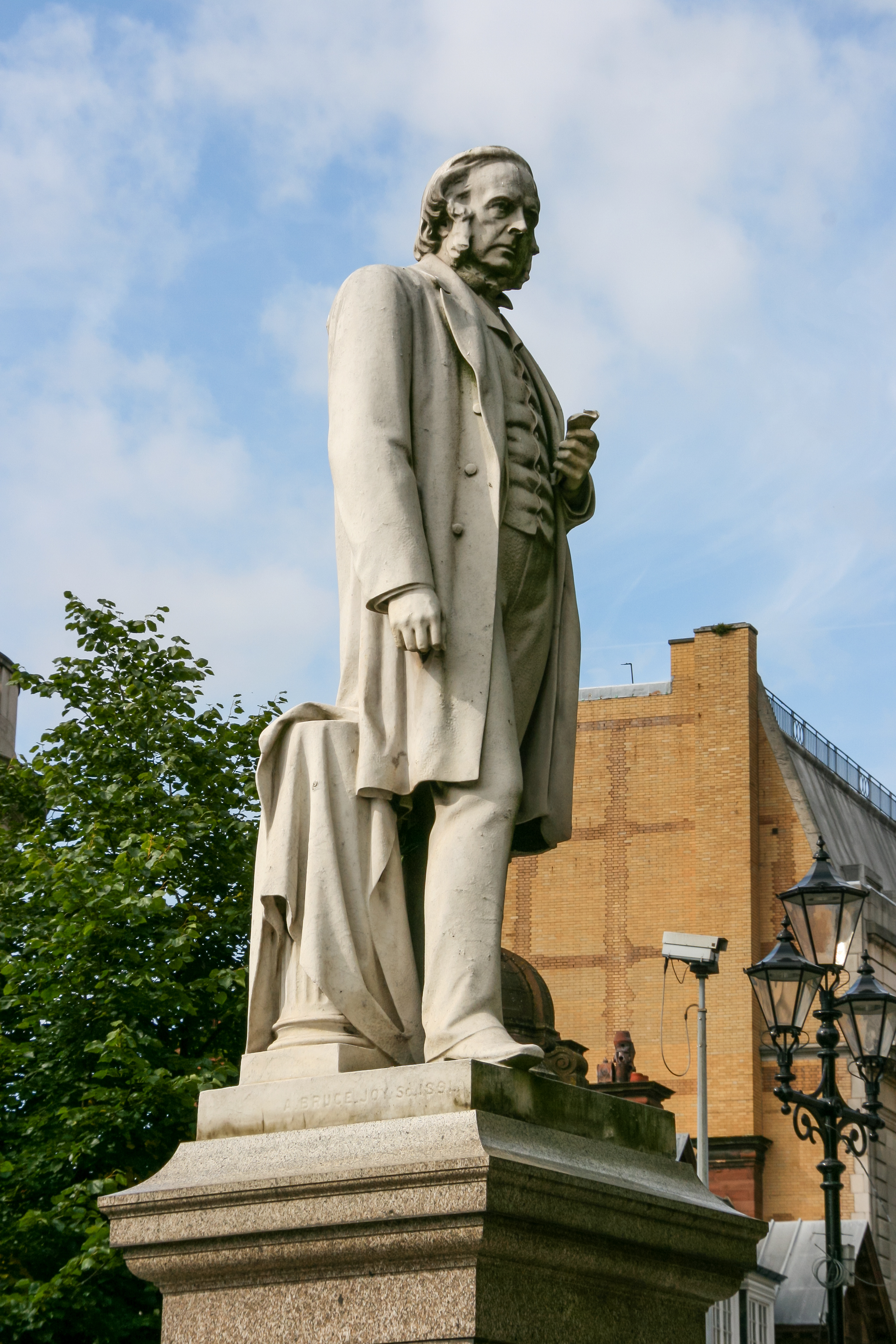
マンチェスターのJohn Bright（政治家）のモニュメント (1891)
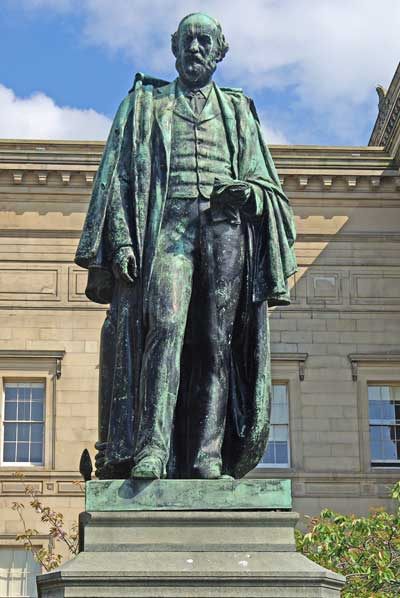
リヴァプールのAlexander Balfour（実業家）のモニュメント
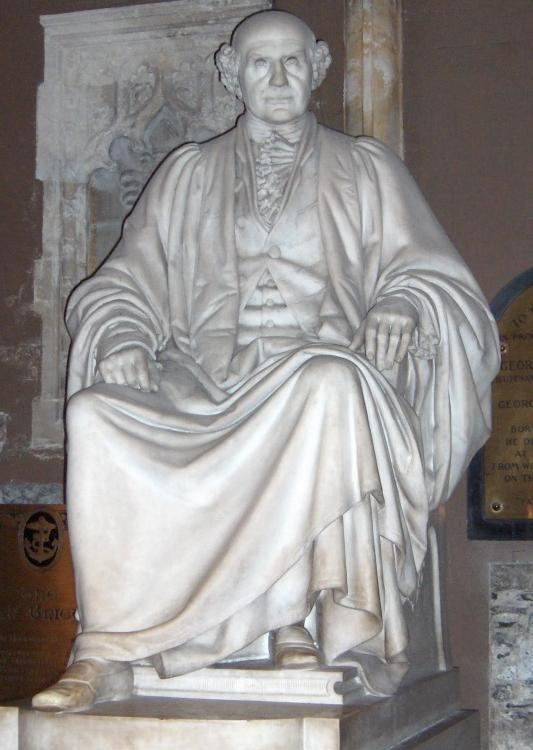
ダブリンの聖パトリック大聖堂のJames Whiteside （政治家）の像
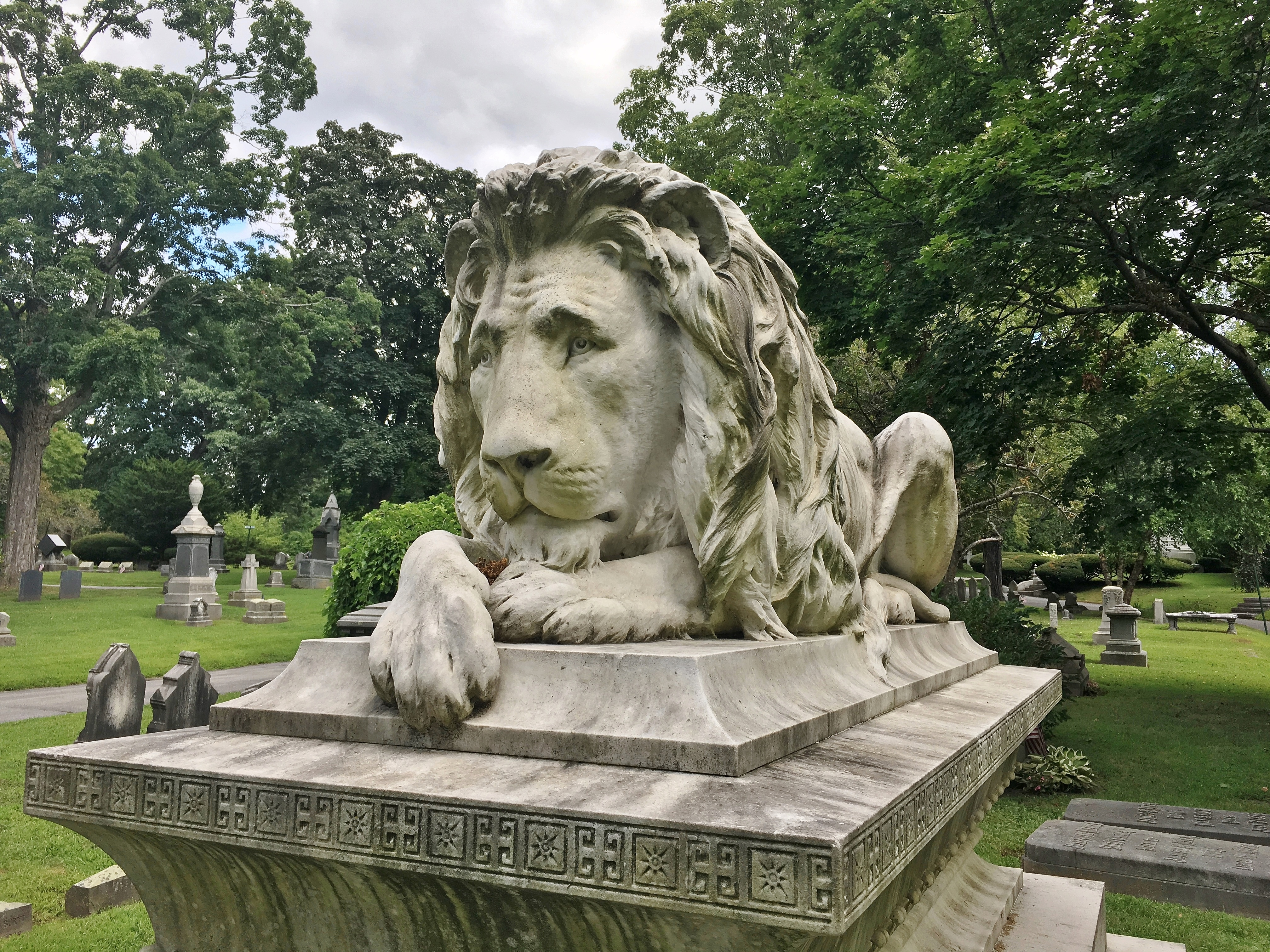
ライオン像